# El derecho de nacer (telenovela de 1981)
El derecho de nacer es originalmente una radionovela del escritor cubano Félix Benjamín Caignet Salomón, transmitida en Cuba en 1948 y objeto de muchas versiones, entre ellas, la popularísima película mexicana rodada en Cuba, bajo la dirección de Zacarías Gómez Urquiza en 1952. Desde entonces ha sido reeditada en muchas ocasiones, en partircular esta versión telenovelada hecha en México en 1966. Esta versión fue transmitida por El Canal de las Estrellas de Televisa entre el 2 de noviembre de 1981 y el 27 de agosto de 1982. La historia fue adaptada por Fernanda Villeli y fue producida por Ernesto Alonso.
Fue protagonizada por Verónica Castro y Sergio Jiménez, coprotagonizada por Erika Buenfil y Humberto Zurita, con las participaciones antagónicas del primer actor Ignacio López Tarso, Beatriz Castro, Malena Doria y Laura Flores, Julio César Inbert y Salvador Pineda, además de las actuaciones estelares de las actrices María Rubio y Socorro Avelar.
La telenovela aborda temas sociales complejos como ser el machismo, patriarcado, fanatismo religioso, racismo, violencia de género, familias tradicionalmente conservadoras y el aborto.

## Argumento
Una joven acude a ver al Dr. Alberto Limonta para que le practique un aborto, ya que no quiere tener a su hijo, pero el doctor intenta disuadirla de su idea contándole una historia. La historia de la familia Del Junco, una de las más acaudaladas de la ciudad de Veracruz, integrada por Don Rafael el estricto patriarca, su abnegada esposa Clemencia y las hijas de ambos, María Elena y Matilde, quienes están al cuidado de su nana negra, María Dolores. María Elena tiene una relación amorosa con Alfredo Martínez de la que resulta embarazada, por lo que Alfredo, que es un vividor y además es casado, la abandona. Su padre enfurece al enterarse de lo sucedido e intenta obligar a su hija a abortar. No obstante, el embarazo ya está demasiado avanzado, así que envía a María Elena con su nana a una propiedad que tiene lejos de la ciudad para que nadie sepa de su embarazo. 
Después del parto, Don Rafael ordena a Bruno, el capataz, que mate al niño recién nacido, pero María Dolores logra impedir el crimen. Los dos deciden que ella se lleve al bebé en secreto a la Ciudad de México; mientras, él se hiere la mano y después le enseña el machete ensangrentado a Don Rafael para que crea que cumplió con su cometido. Al desaparecer María Dolores con el niño, María Elena reacciona muy mal y culpa a su padre de que su hijo no esté a su lado. Mientras tanto este niño —a quien María Dolores le da su apellido— es llamado Alberto Limonta. María Dolores le cuenta la verdad de su origen, más nunca le revela el nombre de su madre, ni el apellido de su familia.
Pasa un tiempo y el matrimonio Del Junco celebra su aniversario de bodas. En la fiesta, María Elena le confiesa a su incondicional amigo y eterno enamorado Jorge Luis Armenteros  que tuvo un hijo con un hombre que la engañó y luego la abandonó. También le habla acerca de la actitud despótica de su padre, que primero quiso obligarla a abortar y luego la separó de su hijo. Lejos de juzgarla o repudiarla, Jorge Luis promete a María Elena que la ayudará a buscar al niño, por lo cual deciden fingir un compromiso entre ellos, para que él tenga carta blanca de frecuentar a la joven de forma continua sin despertar sospechas. Al no conseguir dar con el paradero del niño después de mucho tiempo, María Elena decide entrar de religiosa a un convento, ya que no soporta estar en su casa, conviviendo con su padre y pensando día y noche en su hijo perdido. Mientras tanto, María Dolores ha trabajado de sol a sol para criar a "Albertico", como ella lo llama, y ha conseguido hacer de él un hombre de provecho, hasta el punto de que Alberto se convierte en un importante médico. 
Alberto llega a un hospital de Veracruz como residente médico, es allí donde conoce a la joven Amelia. Ellos se enamoran, tanto Amelia como sus padres se niegan a consentir un matrimonio con él por racismo, dado que María Dolores —a quien Alberto presenta como su verdadera madre— es una mujer negra. En la historia, Alberto y María Dolores sufren varios desprecios y discriminaciones racistas por el hecho de que María Dolores es negra. Aunque Alberto no es negro, es despreciado por tener como madre a una mujer negra, demostrando en la historia las injusticias y desagravios que sufre la gente negra en la sociedad. Una noche llegan al hospital varios heridos de gravedad por consecuencia de un accidente, y Alberto decide donarle sangre a uno de ellos. Este herido es nada menos que Don Rafael, su propio abuelo, el que quería su muerte para evitar una vergüenza en la familia por parte de María Elena, y que se salva gracias a esa donación de sangre.
También en el hospital Alberto conoce a Cristina, una voluntaria. Ellos se enamoran, y Cristina —hija de Matilde del Junco— lleva a Alberto a conocer a los Del Junco. Alberto causa una muy buena impresión con los Del Junco, especialmente con María Elena. Para ese entonces, María Elena es monja en un convento —resignada a nunca encontrar ni a su hijo, ni a su querida nana María Dolores— pero ella siente una extraña afinidad maternal hacia Alberto.
Un giro dramático ocurre cuando Don Rafael descubre de sorpresa a María Dolores, en ese momento crucial de la novela, ella le revela que el Dr. Alberto Limonta es en verdad su nieto y heredero, el mismo a quien él mandó a matar y el mismo que le salvó la vida con la transfusión de su sangre. Don Rafael en estado de shock, regresa a su casa donde sufre un derrame cerebral; como resultado pierde el habla y queda completamente inmovilizado. Esta situación prolonga el drama por meses; la inhabilidad de revelar la verdad, la lucha interna y la parálisis de Don Rafael se convierten en el drama principal de la novela dejando como secundario el romance entre Alberto y Cristina. Para entonces, Jorge Luis ya había descubierto que María Dolores estaba en Veracruz y que Alberto —quien además fue uno de sus estudiantes en la universidad— es en verdad el hijo de María Elena. Jorge Luis decide no revelar a María Elena la verdad porque para ese entonces ella sufre de problemas cardíacos, y por temor a que María Elena sufra un infarto él mantiene el secreto, pero se comunica muy seguidamente con María Dolores y se mantiene muy al tanto de todo lo que pasa con Alberto. 
Finalmente, cuando María Elena ya se ha mejorado de sus problemas cardíacos, Jorge Luis le revela que el médico que diariamente visita a su padre es en realidad su hijo. Después de hablar con María Elena y con María Dolores, Jorge Luis le revela a Alberto que es hijo de María Elena. En lugar de sentir alegría, Alberto queda lleno de dolor y muy desilusionado, porque también gracias a esta revelación la mujer que él ama resulta ser su prima hermana, por lo cual no podrán casarse. Pero en el final Ricardo, el padre de Cristina le revela que es adoptada; ella no lo puede creer hasta que su madre Matilde también se lo confiesa, y con esta revelación se rompe el último obstáculo para la felicidad de Alberto y Cristina. 
Al final, María Elena se entera de que su padre mandó a matar a su hijo, para ese entonces Don Rafael ya ha cambiado su actitud y recuperado el habla, acepta su culpa y pide perdón a María Elena y a Alberto, quienes lo perdonan. Don Rafael le pide a Alberto que tome el apellido Del Junco como su nieto y heredero. Alberto decide mantener Limonta como su apellido en honor a María Dolores quien dio todo por él, como una verdadera madre. La novela termina con la boda de Alberto y Cristina en la cual María Elena y Jorge Luis anuncian su deseo de casarse y María Dolores es recibida como parte de la familia Del Junco.

## Elenco
- Verónica Castro - María Elena del Junco Fonseca
- Sergio Jiménez† - Jorge Luis Armenteros
- Humberto Zurita - Alberto Limonta / Alberto Martínez del Junco
- Ignacio López Tarso†  - Don Rafael del Junco
- María Rubio† - Clemencia Fonseca de del Junco
- Socorro Avelar† - María Dolores Limonta
- Salvador Pineda - Alfredo Martínez
- Beatriz Castro - Matilde del Junco Fonseca de Del Río
- Erika Buenfil - Isabel Cristina del Río del Junco
- Laura Flores - Amelia Montero Zavala
- Miguel Maciá - Alejandro Sierra
- Miguel Ángel Ferriz† - Osvaldo Martínez
- Fernando Balzaretti† - Ricardo del Río
- Alba Nydia Diaz - Virginia
- Manuel Ojeda - Armando
- Julio César Inbert - Bruno
- Eduardo Liñán - Padre Juan
- Flor Trujillo - Magali
- Adriana Laffan - Marina
- Malena Doria - Sor Julia
- Héctor Sáez - Ramón Mejía
- Carlos Ignacio - Raúl
- Roberto Antúnez - Alfonso Cabrera
- Martha Patricia - Asunción
- Maristel Molina - Sor Amparo
- Andaluz Russel - Lolita
- José Luis Duval - Salvador
- Julio Monterde - Nicolás Montero
- Rosalba Hernández - Enfermera
- Adalberto Parra - Tony
- Jorge del Campo - Pepe
- Macario Álvarez -  Lic. Álvarez
- Fabio Ramírez - Tío Pepe
- Margarita de la O - Josefa
- Patricia Thomas - Teté
- Fernando Sáenz - Adrián
- Lorena Rivero - Gina
- Carmen Rodríguez - Alma
- Enrique Mazin - Doctor Jorge
- Patricia Rentería - Rosita
- Félix Santaella - Pedro Reyna
- Norma Herrera - María
- Héctor Suárez - Héctor
- Aurora Cortés - Lucía
- Cristián Castro - Alberto (niño)
- Michel Castro - Alberto (recién nacido)
- José Luis Llamas - Asesor en AA
- María Belzares - Benita
- Lili Garza - Invitada a fiesta
- Beatriz Ornella - Invitada a fiesta
- Melba Luna - Mercedes'
- Raquel Pankowsky - Mujer en la maternidad (Madre biológica de Isabel Cristina)

## Equipo de producción
- Historia original de: Félix B. Caignet
- Adaptación libre de: Fernanda Villeli
- Tema musical: Ven
- Intérprete: Verónica Castro
- Escenografía: Isabel Cházaro
- Coordinador de producción: Roberto Antúnez
- Jefe de producción: Ignacio Rubiell
- Dirección de cámaras: Carlos Sánchez Zúñiga
- Dirección de escena: Raúl Araiza
- Productor: Ernesto Alonso

## Premios y nominaciones

### Premios TVyNovelas 1983
| Categoría                  | Nominado(a)         | Resultado |
| -------------------------- | ------------------- | --------- |
| Mejor telenovela           | Ernesto Alonso      | Ganador   |
| Mejor actor                | Sergio Jiménez      | Nominado  |
| Mejor villano              | Ignacio López Tarso | Nominado  |
| Mejor revelación femenina  | Laura Flores        | Ganadora  |
| Mejor revelación masculina | Humberto Zurita     | Nominado  |

### PremiosRecordando los 80's
| Categoría                                       | Nominado(a)         | Resultado |
| ----------------------------------------------- | ------------------- | --------- |
| Mejor telenovela de la década de los 80's       | Ernesto Alonso      | Nominado  |
| Mejor telenovela del '83                        | Ernesto Alonso      | Ganador   |
| Mejor actriz del '83                            | Verónica Castro     | Ganadora  |
| Mejor villano de la década de los 80's          | Ignacio López Tarso | Nominado  |
| Mejor primer actor                              | Ignacio López Tarso | Ganador   |
| Mejor actor revelación de la década de los 80's | Humberto Zurita     | Ganador   |

### Premios ACE
| Año  | Categoría                   | Nominado(a)    | Resultado |
| ---- | --------------------------- | -------------- | --------- |
| 1983 | Mejor coactuación masculina | Sergio Jiménez | Ganador   |
| 1983 | Mejor coactuación femenina  | María Rubio    | Ganadora  |

## Otras versiones

### Telenovelas
- El derecho de nacer, producida por Martin R. Reynolds, realizada por la cadena venezolana RCTV entre los años 1965 y 1967 y protagonizada por Raúl Amundaray y Conchita Obach.
- El derecho de nacer, producida también por Ernesto Alonso en 1966 y protagonizada por María Rivas y Enrique Rambal.
- El derecho de nacer, producida por Carlos Sotomayor en 2001 y protagonizada por Kate del Castillo y Saúl Lisazo.

### Películas
- El derecho de nacer, estrenada en 1952, dirigida por Zacarías Gómez Urquiza y protagonizada por Jorge Mistral, Gloria Marín y Martha Roth.
- El derecho de nacer, estrenada en 1966, dirigida por Tito Davison y protagonizada por Aurora Bautista, Julio Alemán y Maricruz Olivier.

## Comercialización en formatos caseros
- En la retransmisión del año 2006 se lanza a la venta el DVD de la telenovela.[1]